# Корпорація Лондонського Сіті

Герб міста

Корпорація Лондонського Сіті (англ. City of London Corporation, до 2006 — Corporation of London) — муніципальна адміністрація Лондонського Сіті.
Територія, що перебуває під управлінням Корпорації, — знаменитий квартал «Квадратна миля» (1,22 кв. милі) у Лондоні, де розташовані більшість штаб-квартир та головних офісів провідних фінансових та страхових компаній Великої Британії та світу. Межа цього району проходить від набережної Вікторії на Темзі, потім за годинниковою стрілкою по Фліт-стріт до Барбікану, потім на північний схід по Ліверпуль-стріт і нарешті назад до Темзи, на яку виходить на захід від лондонського Тауеру.

## Склад
Офіційна назва корпорації — «Мер і простолюд і громадяни лондонського Сіті» (Mayor and Commonalty and Citizens of the City of London). Також зустрічаються назви Муніципальна рада лондонського Сіті, Лондонська міська корпорація, Мерія лондонського Сіті та Корпорація Лондона. Нею керують лорд-мер Лондона, 2 шерифи, 25 олдерменів і 100 радників.

## Функції
Формально головне призначення корпорації — зміцнювати репутацію Лондона як фінансового та ділового центру. Фактично адміністрація лише підтримує зелені насадження та керує декількома освітніми установами. У зв'язку з цим корпорація зазнає критики як застаріла і непотрібна, а один із депутатів парламенту 1999 року назвав її «обіднім клубом».
Існує думка, що насправді роль Корпорації далека від суто муніципальної та офіційно декларованої: вона здатна виступати девелопером і вирішувати коло питань, що далеко виходять за рамки рядових муніципальних проблем: представляти інтереси і бути посередником від фінансового сектору Великої Британії на неформальних міжнародних зустрічах, вести неформальні переговори із зацікавленими особами з метою розширення впливу Лондонського Сіті на фінансові потоки в різних регіонах світу. За цією версією, Корпорація фактично є закритим елітарним і неформальним клубом лондонських фінансових кіл — своєрідна «профспілка», орган відстоювання колективних інтересів фінансових гігантів, що перебувають на його території. Непрямим підтвердженням цієї версії може бути той факт, що в різні роки пост лорд-мера обіймали такі значні та високооплачувані особи, як колишній голова китайського відділення міжнародної аудиторської фірми з Великої четвірки PriceWaterhouseCoopers Девід Льюїс (2007) і колишній глава Skandinaviska Enskilda Banken — найбільшого банку у Швеції — Роджер Гіффорд (2013).
За даними, розміщеними на сайті самої Корпорації 2, розмір заробітної плати лорд-мера Лондонського Сіті, що виконує, за офіційною версією, суто церемоніальні функції, коливається від 195 390 до 226 530 фунтів на рік.

## Вибори
Оскільки постійне населення Сіті невелике, більшість виборців становлять власники та орендарі нерухомості, яким виповнилося 18 років і які є громадянами Великої Британії, країн Британської Співдружності чи Євросоюзу. Всі вони поділені на 25 палат, кожна з яких обирає одного олдермена (терміном на шість років) та від двох до десяти радників (терміном на чотири роки).
Шерифів та лорд-мера обирають терміном на один рік глави ліврейних компаній. Вибори шерифів відбуваються на Іванів день, а лорд-мера (з числа колишніх шерифів) — на Михайлів день.